# Lamponoides
Lamponoides is een monotypisch geslacht van spinnen uit de  familie van de Lamponidae.

## Soort
- Lamponoides coottha Platnick, 2000